# Paco Roca
Francisco Martínez Roca dit Paco Roca, né en 1969 à Valence (Espagne), est un dessinateur de bande dessinée.

## Biographie

### Enfance et jeunesse
Paco Roca naît dans une famille de la classe moyenne, son père était électricien. Enfant, il lit les aventures d'Astérix, Blueberry, Mortadel et Filémon mais c'est surtout Tintin  qui lui donne le goût de la bande dessinée et de l'aventure.
Il découvre plus tard Richard Corben, Carlos Giménez et Frank Miller, étudie à la  Faculté des beaux-arts de Valence (Espagne) et commence à travailler dans la publicité.

### Débuts professionnels (1994-2006)
En 1994, ses premières bandes dessinées paraissent dans la revue Kiss Comix, où travaille son ami Rafa Fonteriz. Il y reprend des personnages comme Peter Pan ou Aladin dans des récits érotiques. Quatre ans plus tard, il crée  Road Cartoons dans El Víbora, associé au scénariste Juan Miguel Aguilera qu'il a connu dans Kiss Comix.

### Maturité et reconnaissance (2007-)
En mars 2007, Delcourt publie son album Rides qui reçoit un bon accueil critique. Les Éditions Astiberri (es) éditent cette réflexion sur la vieillesse en novembre sous le titre Arrugas. L'album reçoit le Prix national de la bande dessinée en 2008.
Son album El héroe reçoit en 2012 le prix Ignotus de la meilleure bande dessinée.
Fin 2013, il publie La Nueve qui retrace l'histoire de la 9e compagnie, une division composée majoritairement de réfugiés républicains espagnols qui a combattu pour la libération de la France.
En juillet 2019, il reçoit pour l'ensemble de sa carrière l'un des prix Inkpot attribués lors du Comic-Con de San Diego.
L'année suivante, l'édition américaine de La Maison lui vaut le prix Eisner de la meilleure édition américaine d'une œuvre internationale.
En 2021, le ministère de l'Éducation, de la Culture et des Sports espagnol lui remet la médaille d'or du mérite des beaux-arts.

## Œuvres

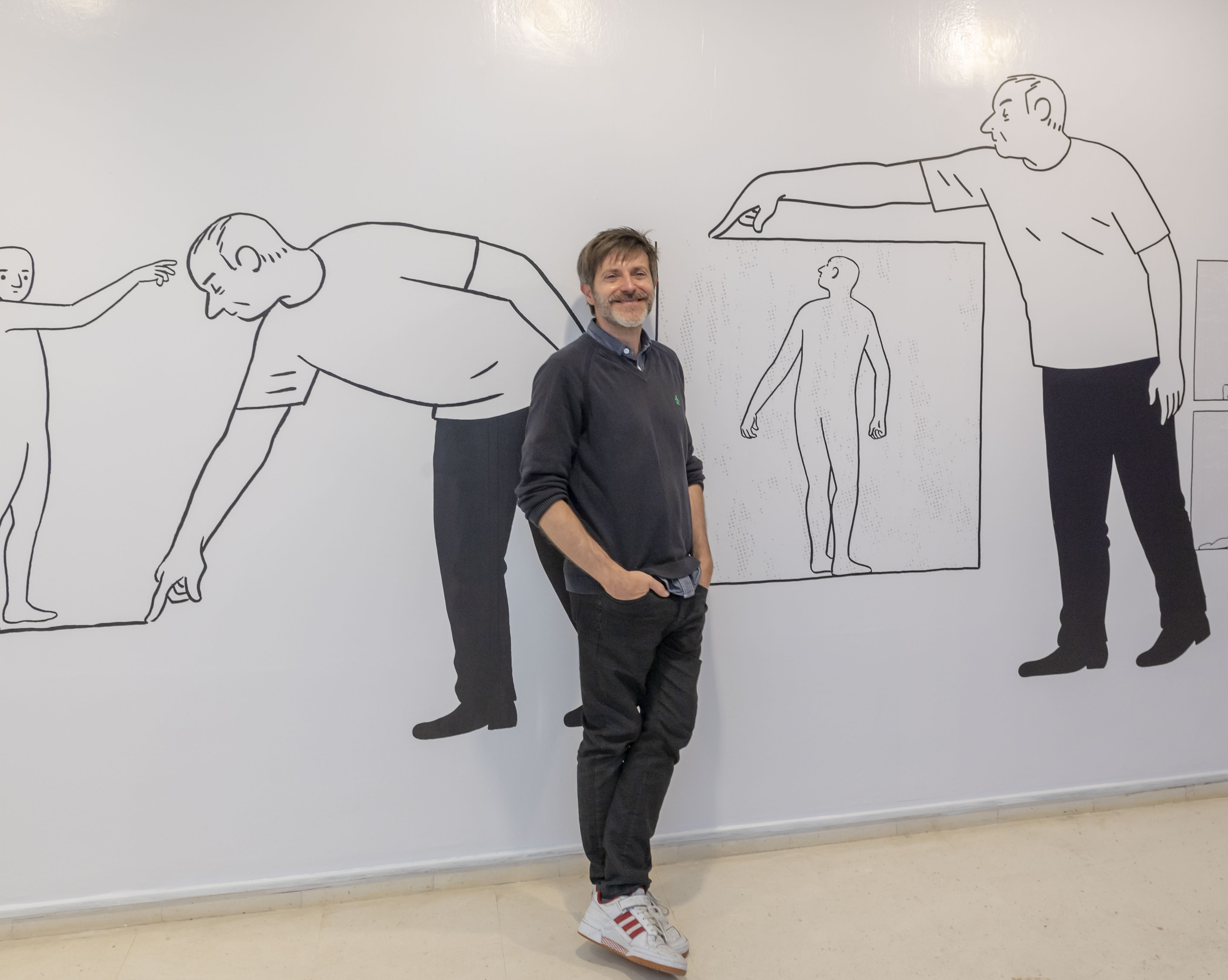
Paco Roca au Institut Valencià d'Art Modern, 2019.

Il a publié plusieurs œuvres en France dont
- Le Jeu lugubre, Erko, 2002
- Les Voyages d'Alexandre Icare: T1 Les fils de l'Alhambra, Erko, 2003
- Le Phare, 6 pieds sous terre, 2005
- Rides, Delcourt, 2007, réédité en 2013 sous le titre La tête en l'air[6]
- Les Rues de sable, Delcourt, 2009
- L'ange de la retirada[7], scénario de Serguei Dounovetz, 6 pieds sous terre, 2010
- L'hiver du dessinateur , Rackham, 2012
- La Nueve : Les Républicains espagnols qui ont libéré Paris [2] [« Los surcos del azar »]  (trad. de l'espagnol par Jean-Michel Boschet, préf. Anne Hidalgo, postface Robert S. Coale), Paris, Delcourt, coll. « Mirages », avril 2014, 320 p. (ISBN 978-2-7560-5025-6, présentation en ligne)
- La Maison[8], Delcourt, 2016
- Crossroads[9], de Paco Roca (dessin) et José Manuel Casañ, aka Seguridad Social (scénario), Delcourt, 2019.
- Le Trésor du Cygne noir[10], de Paco Roca (dessin) et Guillermo Corral Van Damme (scénario), Delcourt, 2020
- Retour à l’Éden, Delcourt/Mirages, 2022.
- L’Abîme de l’oubli, avec le journaliste Rodrigo Terrasa, Delcourt/Mirages, 2025, sur les fosses communes du franquisme[11].